# 潘忠汝
潘忠汝（1906年—1927年12月5日），原名汝庭。湖北黄陂人。中国共产党早期人物。

## 生平
1924年，潘忠汝考进由共产党人董必武、陈潭秋等创办的武汉中学。1925年积极参加五卅运动，宣传中共思想，成为学校里的活跃分子之一，并加入了中国社会主义青年团。1926年，中学毕业后到广州，考入黄埔军校。不久加入中国共产党。1927年夏，军校毕业后，被党派到黄安县担任公安局军事教练。同年7月，他和郑位三等在黄安组织部队，为中共后来的武装斗争奠定了基础。后奉中共黄安县委指示，到武汉寻找上级党组织。
潘忠汝之后遵党指示留在黄安坚持斗争，任黄安农民自卫军大队长。8月，率黄安农民自卫军，击败了麻城农民自卫军熊振翼等部，后兼任麻城县农民自卫军大队长，统率黄安、麻城两县的中共武装。中共八七会议后，中共黄安、麻城县委决定共同行动，实施武装暴动的计划。他率黄麻两县农民自卫军驻防鄂豫边界，狙击河南光山红枪会的多次进攻，保证县委九月暴动计划的顺利进行。10月下旬，中共鄂东特委成立，并重组了中共黄安县委，他担任县委委员。12月3日，中共鄂东特委召开黄、麻两县党团活动分子会议，成立黄麻起义指挥部，他任总指挥。13日举行黄麻起义；次日夺取黄安县城。18日，成立黄安县农民政府和中国工农革命军鄂东军，他任鄂东军总指挥兼第一路司令，同年12月5日遭敌围攻，率部由黄安突围，先后六次杀进城门，七次护送战士们冲出突围，最后阵亡。